# New Statesman

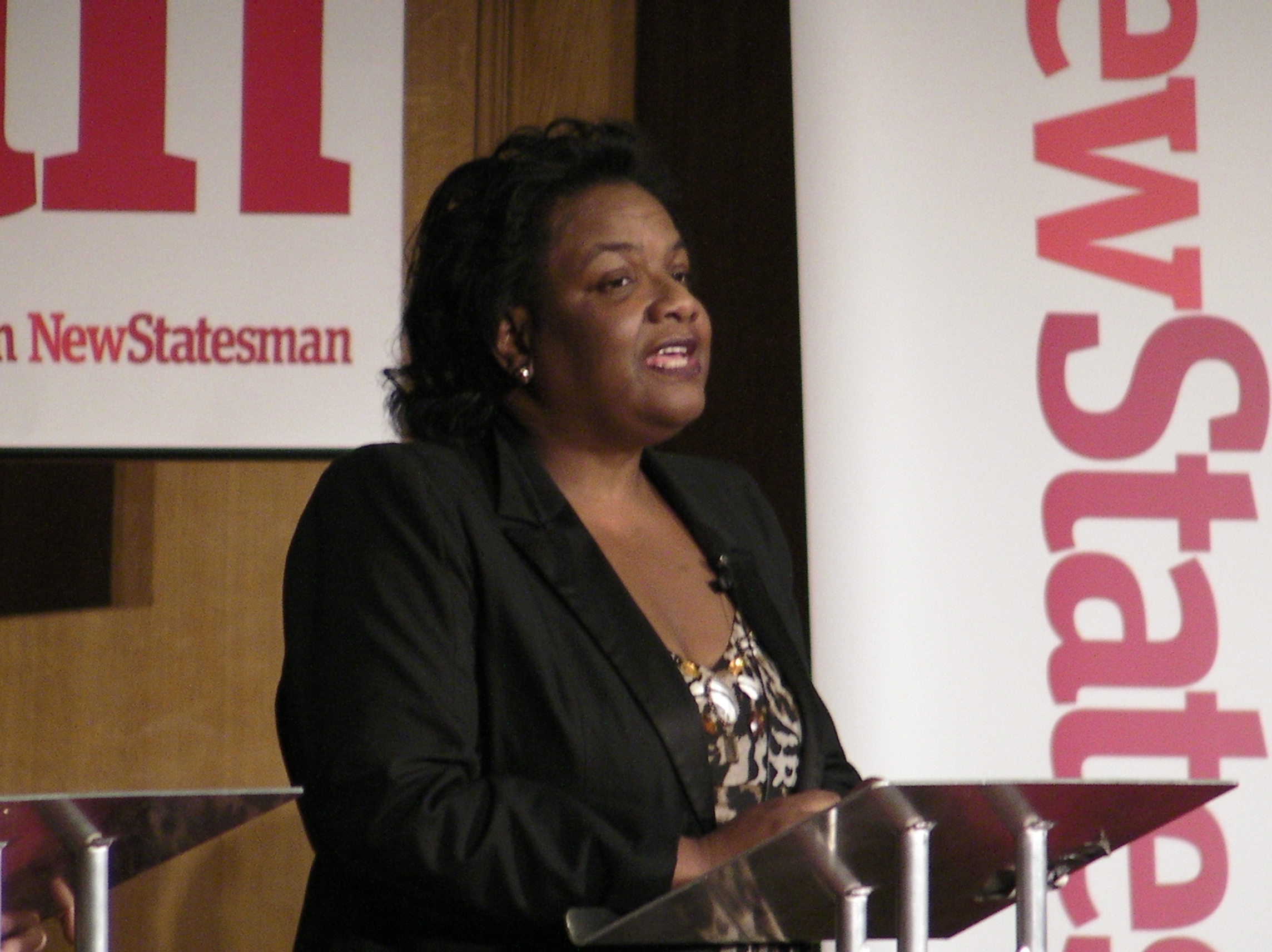
Diane Abbott przemawiająca na spotkaniu wyborczym New Statesman w 2010 roku

New Statesman – lewicowy, polityczno-literacki tygodnik brytyjski założony w 1913 roku w Londynie, związany z Towarzystwem Fabiańskim. Nakład ok. 40 tys. egz. 
Od 1988 przez 8 lat wychodził pod tytułem „New Statesman and Society”.